# Coloradofloden (Texas)
Coloradofloden är en flod i staten Texas. Det är den 18:e längsta floden i USA (ca 1380 km) och den längsta floden med både dess källa och dess mynning i Texas. Floden ligger i sin helhet inom Texas delstats gränser. Dess avrinningsområde och några av dess vanligtvis torra biflöden sträcker sig in i delstaten New Mexico. Det flödar i sydost från Dawson County genom Ballinger, Marble Falls, Austin, Bastrop, Smithville , La Grange, Columbus, Wharton och Bay City innan utströmning i Mexikanska golfen vid Matagorda Bay. 